# 維德羅德任尼亞 (波皮利尼亞區)
50°3′44″N 29°21′7″E / 50.06222°N 29.35194°E
維德羅德任尼亞（烏克蘭語：Відродження）是位於烏克蘭北部日托米爾州裏日托米爾區的村莊，處於克里維揚卡河畔，始建於1948年，面積0.335平方公里，海拔高度206米，2001年人口166。